# Battaglia di Tell al-Kebir
La battaglia di Tell al-Kebir fu combattuta fra i soldati dell'esercito egiziano, comandati da Ahmad ʿUrābī ed il corpo di spedizione britannico guidato dal generale Garnet Wolseley nei pressi di Tell al-Kebir, a circa 80 km a est del Cairo, il 14 settembre 1882, durante la guerra anglo-egiziana del 1882.
Il generale Wolseley, dopo aver effettuato un'audace marcia forzata notturna con le sue truppe per portarsi di sorpresa a ridosso delle posizioni difensive egiziane, sferrò la mattina successiva un attacco generale che in breve tempo provocò la completa sconfitta del nemico. La vittoria britannica in questa battaglia decise rapidamente l'esito della guerra e garantì il controllo de facto dell'Egitto da parte dell'Impero britannico fino alla metà del XX secolo

## Antefatti
Nel XIX secolo l'Egitto costituiva uno dei settori strategicamente più importanti dell'impero ottomano, fornendo alla Turchia il controllo del Vicino Oriente e del Mediterraneo orientale. Verso la metà del XIX secolo la Turchia però è in pieno declino, disperatamente aggrappata ai possedimenti balcanici e costretta a respingere continui attacchi russi per il controllo del Bosforo. Temendo proprio questa eventualità, gli altri paesi europei generalmente correvano in soccorso degli ottomani in tempi di crisi, come nella guerra di Crimea, esigendo però trattamenti preferenziali nei territori ottomani nonché la più assoluta libertà di proteggere i propri cittadini che in essi risiedevano.

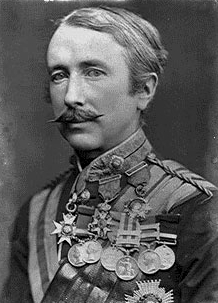
Il generale Garnet Wolseley, comandante in capo del corpo di spedizione britannico.

La presenza britannica in Egitto fu motivata dal Canale di Suez, costruito da una compagnia francese e completato nel 1869, il Canale divenne la via più usata per l'estremo oriente, con l'80% del traffico rappresentato da navi britanniche. Il Chedivè (Viceré) d'Egitto, Ismāʿīl Pascià, inizialmente controllava il 44% delle azioni della Compagnia del Canale. Egli intendeva modernizzare l'Egitto e a questo scopo spendeva somme molto ingenti, quantità enormi di denaro che venivano prese da investitori stranieri, in testa francesi ed inglesi. Tra il 1862 e il 1875 il debito passò da 3 a 10 milioni di sterline; quando il Viceré si trovò nella condizione di non poter più pagare guadagnò tempo vendendo le azioni della Compagnia del Canale per soli 4 milioni di sterline; ciò tenne a bada i creditori per solo qualche mese e nel maggio 1876 il governo egiziano dichiarò bancarotta.
Per recuperare gli investimenti persi una commissione nominata dal governo francese rilevò le finanze egiziane amministrando entrate e riscuotendo le imposte con imparzialità. Per evitare che la commissione, totalmente francese, acquisisse troppa autorità, la Gran Bretagna decise di svolgere un ruolo più attivo, ma Ismāʿīl, infastidito dalla perdita di potere, allontanò gli stranieri da incarichi amministrativi e li sostituì con il figlio Tawfīk. Nel 1879 sotto forti pressioni inglesi, il governo ottomano destituì Ismāʿīl sostituendolo però non con una persona capace ma con lo stesso Tawfīk. Per l'esercito egiziano era troppo: detestando Tawfīk e mal sopportando le ingerenze straniere negli incarichi governativi il colonnello Ahmad ʿOrābī guidò una rivolta che depose il figlio di Ismāʿīl nel settembre 1881. Non era solo un colpo di Stato ma la nascita di un sentimento nazionalista: l'Egitto agli egiziani.

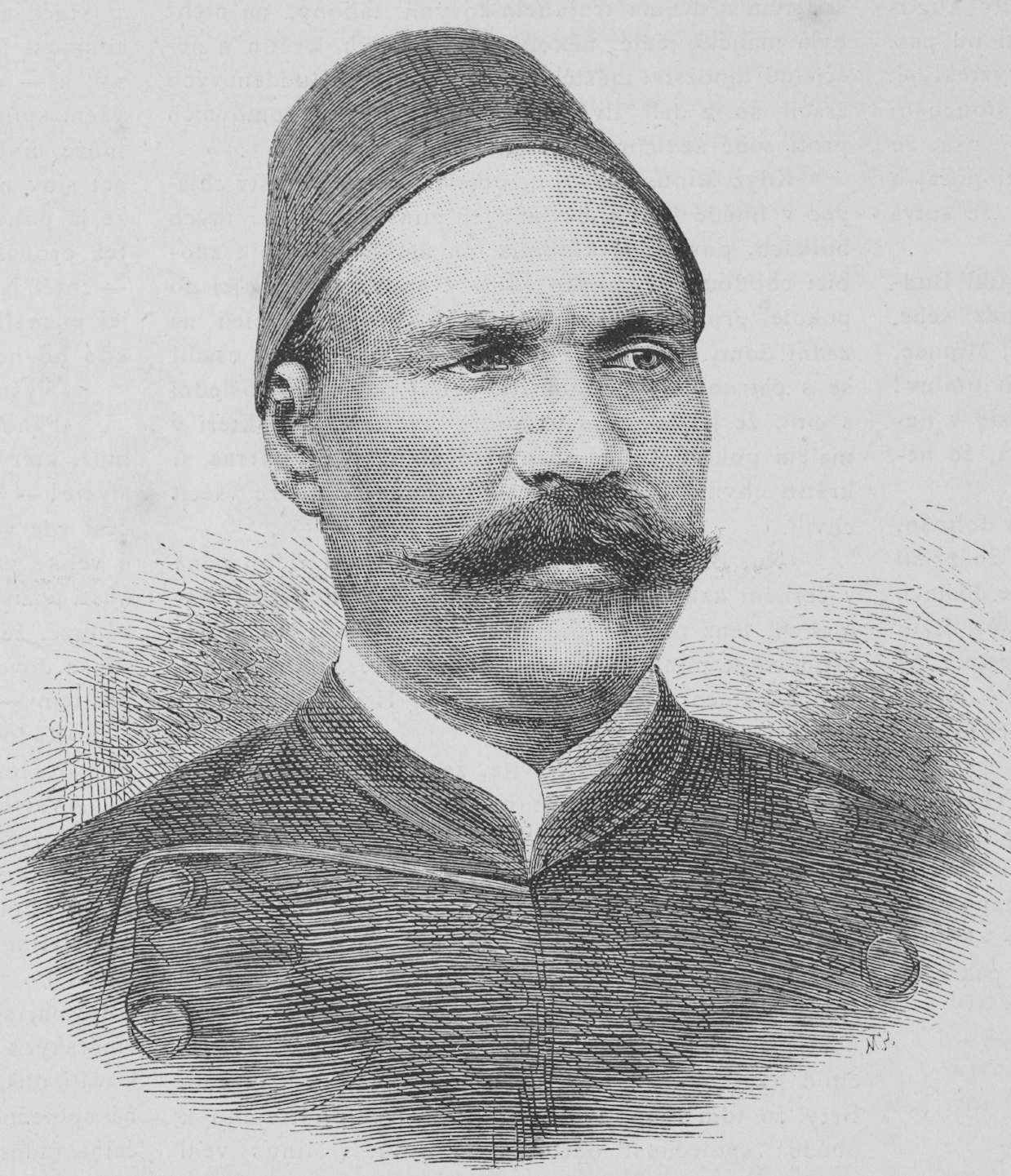
Ahmad ʿUrābī.

Generalmente la Gran Bretagna evitava di ricorrere all'intervento militare in paesi esteri, ma in questo caso, essendo comproprietaria del canale, non poteva permettere che si verificassero disordini locali potenzialmente in grado di tramutarsi in restrizioni commerciali. Sotto la pressione del presidente francese Léon Gambetta all'inizio del 1882, la Gran Bretagna acconsentì all'intervento anglo-francese per mantenere l'ordine. L'arrivo di truppe straniere provocò una sommossa popolare molto violenta: il parlamento francese, invece di inviare rinforzi, preferì ritirare il proprio contingente, lasciando soli gli inglesi nella guerra contro ʿOrābī. L'11 luglio 1882 la Royal Navy cominciò i bombardamenti delle postazioni difensive del porto di Alessandria, fortificate inutilmente nelle settimane precedenti da ʿOrābī e, abbattute tutte le difese, iniziò a sbarcare prendendo possesso di tutto il porto.
Piuttosto che arrendersi, ʿOrābī intensificò la resistenza, facendo capire ai britannici che, se avessero voluto il controllo del Canale, sarebbero state necessarie molte truppe. Avvertito della situazione, il governo britannico incaricò delle operazioni il generale sir Garnet Wolseley, esperto veterano di molte altre campagne in Africa e America, sgradito ad alcuni componenti del governo per i suoi programmi di riforma dell'esercito, ma riconosciuto da tutti come abile capo militare. Il generale organizzò accuratamente il corpo di spedizione e scelse una squadra di ufficiali a lui strettamente legati.

## Operazioni militari
L'astuto Wolseley riuscì a sistemare tutto a proprio favore. Egli incaricò sir Edward Hamley, del ministero della guerra, di preparare piani di attacco alla baia di Abukir: come Wolseley supponeva, nel giro di pochi giorni tutto l'Egitto sapeva l'obiettivo prescelto. A questo punto con il nemico, il governo, i giornali, e la maggior parte dello stato maggiore concentrato su Abukir, egli si mise in marcia verso est con circa la metà dei suoi 40 000 uomini e il 20 agosto 1882 occupò la città di Ismailia all'imbocco del canale di Suez. ʿOrābī aveva agli ordini circa 60 000 soldati, ma fu costretto a distribuirli in 3 trincee su 3 possibili linee d'attacco: Il Cairo, Alessandria, Tel el Kebir. In questa ultima località costruì una posizione difensiva a metà strada tra il canale e Il Cairo lungo la linea ferroviaria di collegamento: i 22.000-25.000 uomini schierati sarebbero stati gli avversari di Wolseley.

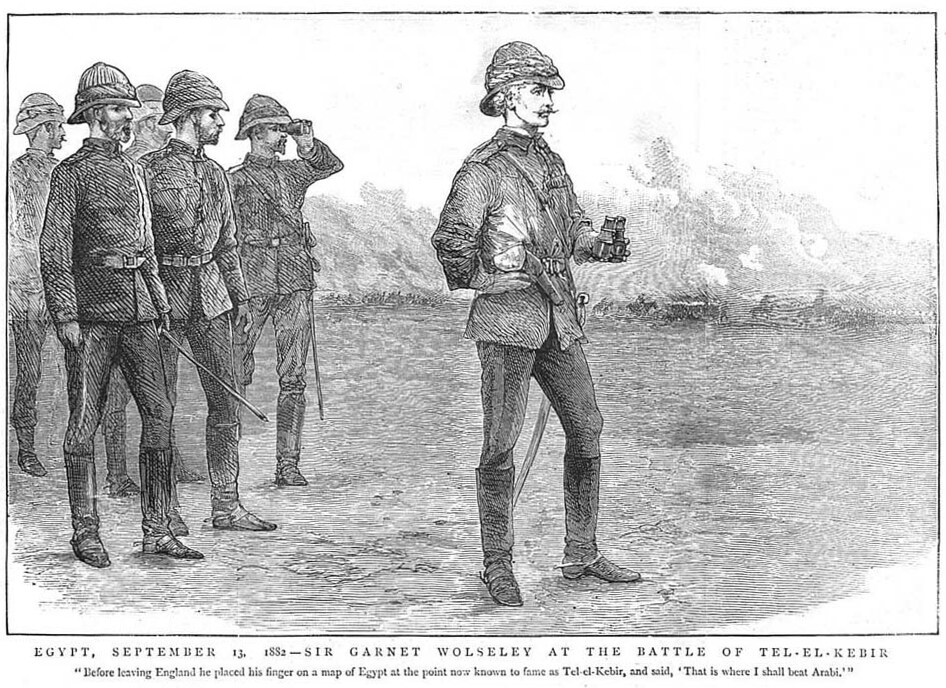
Il generale Garnet Wolseley e i suoi ufficiali sul campo di battaglia.

Davanti al grosso delle truppe Wolseley inviò un contingente comandato dal generale Gerald Graham con la missione di marciare per 20 chilometri nel deserto per attestarsi sulla linea di un canale artificiale. I 2000 uomini portarono a termine il compito e si trincerarono a Kassassin dove il 28 agosto respinsero un attacco egiziano e con una carica di cavalleria lo costrinsero alla ritirata. Dopo l'arrivo di Wolseley le forze si riunirono e marciarono su Tell el Kebir da dove gli egiziani si erano ritirati. Questi uomini si erano attestati su una posizione molto forte schierandosi per circa sei chilometri lungo una valle scoscesa. Di fronte alle loro linee avevano scavato una lunga trincea larga quasi due metri e profonda più di uno davanti alla quale si stendeva un terreno piatto con una zona di fuoco perfetta e priva di ostacoli per i 20 cannoni da campo di Urabi.
Wolseley rimase impressionato dal lavoro fatto dal nemico e rimase 4 giorni a studiarlo. Sembrava non ci fossero punti deboli ma si notò anche che gli egiziani quasi non presidiavano i propri avamposti di notte; perciò Wolseley decise di sfruttare l'occasione. Le truppe britanniche non erano addestrate a simili operazioni e la natura del terreno era tale da non offrire nessun riferimento, dunque la cosa migliore che sì riuscì a fare fu affiancare ai militari degli ufficiali di marina che studiando le stelle avrebbero trovato la direzione da seguire.

## La battaglia
Nella notte tra il 13 e il 14 settembre le truppe si misero in marcia: Wolseley diede 5 ore ai soldati per percorrere i 9 km che lo separavano dalle linee egiziane e, per quanto la notte fosse buia, tutto riuscì senza grandi pericoli.

All'alba i britannici erano a meno di 200 metri dalle linee egiziane: sulla destra si trovava la prima divisione formata da inglesi e irlandesi e appoggiata dalla brigata delle guardie comandata dal duca di Connaught, sulla sinistra vi era la seconda divisione composta da vari reggimenti delle Highlands scozzesi; alcuni Highlander e truppe indiane coprivano l'estrema ala sinistra, mentre la cavalleria reale copriva l'estrema ala destra.
Quando sorse il sole e gli egiziani si svegliarono trovarono il nemico praticamente davanti e cominciarono subito i combattimenti.

Gli Highlander erano leggermente più avanti del resto dell'esercito e attaccarono per primi gli egiziani. Il comandante della divisione, generale Hamley, diresse personalmente l'assalto della brigata Highlander; gli scozzesi attaccarono schierati su due lunghe linee, mentre reparti di riserva vennero portati avanti per sostenere l'attacco principale. L'avanzata sul terreno sabbioso fino alla scarpata venne contrastata dal fuoco di fucileria degli egiziani e costò rilevanti perdite ai britannici; gli attaccanti schierati al centro della linea riuscirono a raggiungere per primi le posizioni egiziane ed a penetrare all'interno delle trincee. Sostenuti dalle riserve inviate in supporto dal generale Hamley, i soldati dei battaglioni scozzesi Black Watch, Gordon Highlanders e Cameron Highlanders riuscirono gradualmente a superare la resistenza e conquistare le posizioni difensive egiziane. I britannici incontrarono maggiori difficoltà sull'ala sinistra, dove il battaglione Highland Light Infantry subì pesanti perdite sotto il fuoco dei fucilieri nubiani, e sull'ala destra, dove reparti del Black Watch furono rallentati.
Entrambe le divisioni centrali prima con violente scariche di fucili poi con assalti alla baionetta conquistarono in poco tempo le linee egiziane, ma furono i reparti delle ali le chiavi della battaglia: accerchiando facilmente i nemici riuscirono non solo a farli desistere da ulteriori resistenze ma trasformarono la ritirata in un vero caos.

## Conseguenze
La battaglia durò meno di due ore senza contare l'inseguimento per 80 chilometri fino al Cairo. La violenza dell'assalto sfondò quasi subito le linee egiziane e ʿOrābī fu costretto ad abbandonare ogni oggetto per salvare se stesso. Tutta l'artiglieria egiziana cadde in mani britanniche, ʿOrābī perse 2500 uomini mentre i britannici ebbero solo 58 morti, circa 400 feriti e 30 dispersi. L'inseguimento non ebbe praticamente resistenze e, quando il giorno dopo le truppe di Wolseley raggiunsero Il Cairo, ʿOrābī fu costretto ad arrendersi. La rivolta era fallita.
Ora i britannici amministravano le finanze e il canale: a sovrintendere alle operazioni venne nominato Lord Cromer  che divenne in pratica governatore. L'Egitto diverrà così Protettorato britannico fino al 1922, seguitando comunque a ingerirsi nelle vicende dell'Egitto fino al 1956.